# Renata Jaworska
Renata Jaworska (ur. 1979 w Zwoleniu) – polska artystka plastyk. Mieszka i pracuje w Düsseldorfie i nad Jeziorem Bodenskim.

## Wykształcenie
Jeszcze będąc uczennicą Liceum Sztuk Plastycznych im. Józefa Chełmońskiego w Nałęczowie, odwiedziła wystawę Jörga Immendorffa: „Znaki, symbole i wizje” w Muzeum Narodowym w Warszawie w roku 1998. To zaważyło na wyborze jej przyszłej uczelni i mistrza. Tuż po maturze dostała się na Kunstakademie Düsseldorf i uczyła się w pracowni Profesora Immendorff’a. W roku 2006 ukończyła tą uczelnie (Kunstakademie Düsseldorf) jako Meisterschülerin.
Będąc studentką w pracowni prof. Immendorffa wykonała scenografię do opery „Die menschliche Stimme” (fr. La voix humaine) Francisa Poulenca. Projekt powstał w ramach współpracy pomiędzy Kunstakademie Düsseldorf, Robert Schumann Hochschule i Deutsche Oper am Rhein. Jest to monofoniczna opera oparta na sztuce Jeana Cocteau wydanej w 1930 roku. Operą tą otwarty został coroczny „Rundgang” poprzedzony oficjalnym wystąpieniem rektora Kunstakademie Düsseldorf Markusa Lüpertza w roku 2002.

## Działalność artystyczna
Jaworska otrzymała szereg stypendiów, w ramach których wystawiała poza granicami kraju. W roku 2007 była stypendystką Lepsien Art Foundation. Podczas pobytu artystycznego w Londynie w roku 2010 powstał jej projekt wideo „119-minute-circle. The International Congress at the Whitechapel Gallery”. Projekt ten miał na celu podkreślenie zasad tożsamości kulturowej przy jednoczesnym uwypukleniu poczucia obowiązku, indywidualizmu, procesu myślowego i zachowania każdego człowieka. Jednocześnie artystka skomentowała sytuacje na świecie, a w szczególności brak komunikacji między ludźmi i poczucie zagubienia, którego doświadcza wiele osób. Praca ta pokazywana była m.in. na Polish Arts Festival w Southend on Sea (2010), w ramach wystawy: „Frieden. Von der Antike bis heute” w roku 2018 w Kunstmuseum Pablo Picasso w Münster oraz „Rethinking Guernica” w Museo Reina Sofia. W 2020 rok wybrana została na rezydencję artystyczną we współpracy z National Museum of Contemporary History MNZS Ljubljana w Słowenii, Galerią Labirynt w Lublinie, Polska oraz National Museum of Contemporary Art Athens EMST w Grecji.
Artystka w swoich pracach często odnosi się to twórczości literackiej. Przykładem jest wystawa artystki: „Mapy i terytoria” (tytuł według powieści Michela Houellebecqa) w Biurze Wystaw Artystycznych w Kielcach w 2018 roku, będącą jej trzecią indywidualną wystawą w Polsce. Poprzedziła ją wystawa w Ambasadzie Rumunii w Warszawie w 2008 roku oraz w Galerii 58 w Radomiu w 2017 roku. W kolejnej wystawie indywidualnej: „Unnötige Förmlichkeiten” w Kunstverein Markdorf artystka odniosła się do „Apoftegmaty” o tym samym tytule W „Galerii 58" pokazała serię prac stworzonych specjalnie na tę wystawę. Artystka badała związek między dźwiękiem a przestrzenią. Szukała odpowiedzi na temat przynależności do określonego obszaru, religii i społeczeństwa. Punktem wyjścia dla tej nowej pracy był dzwon, który jej prapradziadek Jan Skrzypczak przekazał jako darowiznę kościołowi garnizonowemu św. Stanisława w Radomiu.
Jaworska pracuje w różnych mediach, w tym w rysunku i malarstwie. Zajmuje się również filmem i interwencjami w przestrzeni publicznej. Jej prace były wystawiane na całym świecie, ostatnio m.in. w Kunsthalle Düsseldorf (2019), 5 Biennale Rysunku w Norymberdze, Biurze Wystaw Artystycznych w Kielcach (2018), Dumbo Arts Festival, Brooklyn NY (2014), L’Espozisione internationale d’arte Mostra Internationale, Lido di Venezia (2009), „Von Pferden und Affen” Museum Ludwig w Koblencji (2007).
Jej prace znajdują się w licznych kolekcjach prywatnych oraz publicznych zarówno w Polsce, jak i za granicą.

### Wybrane wystawy
- 2024 DIE GROSSE[20] Kunstausstellung NRW, Museum Kunstpalast, Düsseldorf
- 2023-2024 Jahresgaben "Für Singen" Kunstverein Singen[21] w Kunstmuseum Singen (wystawa indywidualna)
- 2023 Between Books / Kunsthalle Art Book Fair[22] Kunsthalle Düsseldorf
- 2023 Raum-Zeit-Erinnerung, Kunstverein Friedrichshafen
- 2023 "Stillstand" Muzeul de Arta Craiova[23], Bukareszt
- 2022 Effi / Pym. Expozitje – Eveniment Beatrice von Babel, Muzeul National al Hartilor si Cartii[24], Bukareszt
- 2022 "zum 25-jährigen Jubiläum VPI-SIP" Konsulat General RP w Kolonii, Niemcy
- 2020 „Świętość natury”[25]Miejska Galeria Sztuki w Częstochowie, Centrum Sztuki Współczesnej CSW w Toruniu[26]
- 2019 Renata Jaworska „Verortung” Städtische Galerie Villingen-Schwenningen[27] (wystawa indywidualna)
- 2019 „Einmaleins” (maleins) Kunstverein Friedrichshafen[28]
- 2019 „Nachtfoyer” Kunsthalle Düsseldorf[29]
- 2018 „SUPER Land, SUPER Rheinland”[30], Museum Ratingen(inne języki) (wystawa indywidualna)
- 2018 „Mapy i terytoria”, Biuro Wystaw Artystycznych BWA w Kielcach[31] (wystawa indywidualna)
- 2018 „Picasso – Von den Schrecken des Krieges zur Friedenstaube” Kunstmuseum Pablo Picasso (z Pablo Picasso, Dora Maar, Tatjana Doll) w Münster[32]
- 2018 „W zgodzie – panie Janie Kochanowski”, Dom Kultury Zwoleń (wystawa indywidualna)
- 2017 „SPURENSUCHE 7+7" Kunstverein Singen Kunstmuseum Singen[33]
- 2016 „THROUGH THE LOOKING-GLASS” oqbo Raum für Bild, Wort und Ton, Berlin[34]
- 2014 „Dumbo Arts Festival”[35] Brooklyn, NY (Projekt zorganizowany przez Konsulat Generalny Rzeczypospolitej Polskiej w Nowym Jorku) USA
- 2015 „Geschichten vom Kontrollierten Zufall” (z Marcusem Schwier) Hagnau
- 2014 „Eine Explosion wie von 30 Atombomben”, Museum Engen[36] (wystawa indywidualna)
- 2008 „mousseux et dames” Lepsien Art Foundation[37] in Düsseldorf
- 2007 „Von Pferden und Affen” Ludwig Museum, Koblencja
- 2000–2006 Rundgang an der Kunstakademie Düsseldorf(inne języki)

## Publikacje
- Das Pferd I. Gazeta pracowni malarstwa prof. Immendorffa 2003.
- Das Pferd II. Gazeta pracowni malarstwa prof. Immendorffa, 2004.
- Das Pferd III. Gazeta pracowni malarstwa prof. Immendorffa 2005.
- „Von Pferden und Affen.” Museum Ludwig[38], 2007, ISBN 978-3-939452-09-6.
- Young Polish Art Festival. Deconstruction Project (London, England). OFF Pres, London 2010, ISBN 978-0-9563946-1-3.
- SALEM2SALEM. Salem, Bodenseekreis – Salem, New York. Gessler, Friedrichshafen 2012, ISBN 978-3-86136-172-5.
- Renata Jaworska: „Malarstwo i rysunek” Grupello Verlag, Düsseldorf 2014, ISBN 978-3-89978-233-2.
- Renata Jaworska und Marcus Schwier. Geschichten vom Kontrollierten Zufall. Nünnerich-Asmus, Mainz 2015, ISBN 978-3-945751-18-3.
- „Dionysos. Spuren eines Mythos. Deutsche und polnische Kunst der Gegenwart.” Miejska Galeria Sztuki w Częstochowie, Salem 2017, ISBN 978-83-89328-57-1.
- SINGENKUNST. Spurensuche 7+7. Kunstverein Singen, Singen 2018, ISBN 978-3-942058-11-7.
- Renata Jaworska: 119-minute circle. The International Congress at the Whitechapel Gallery. Kunstmuseum Pablo Picasso. 2018, ISBN 978-3-89978-317-9.
- Renata Jaworska: Mapy i terytoria...., BWA w Kielcach, Wydawnictwo Biuro Wystaw Artystycznych w Kielcach 2018, ISBN 978-83-950017-9-6.
- Renata Jaworska: „Superland – Superrheinland” Museum Ratingen, 2018, ISBN 978-3-926538-74-1.
- Renata Jaworska: Malerei, Zeichnung, Bühnenbild. Text: Gregor Jansen, Original-Verlag 2019, ISBN 978-3-948270-00-1.
- PYM EFFI von Beatrice Von Babel Taschenbuch: 216 Stron ISBN-10: 3981888464 ISBN-13: 978-3981888461 Bukareszt, Rumunia 2023